# Бейли, Анджела
Анджела Бейли (англ. Angela Bailey; 28 февраля 1962, Ковентри, Великобритания — 31 июля 2021, Миссиссога, Онтарио) — канадская легкоатлетка, специализировавшаяся в беге на короткие дистанции. Серебряный призёр Олимпийских игр 1984 года в эстафете 4 × 100 м, бронзовый призёр чемпионата мира 1987 года в помещении на дистанции 60 м, неоднократный призёр Игр Содружества в эстафете 4×100 м, рекордсменка Канады на дистанции 100 м (открытые стадионы) и 200 м (в помещении).

## Биография
Родилась в 1962 году в Ковентри (Великобритания), переехала в Канаду в 1974 году. Активно начала заниматься лёгкой атлетикой в старших классах и к 16 годам была чемпионкой Канады среди девушек и членом взрослой эстафетной сборной страны. В 1978 году впервые заявила о себе на международной арене в 1978 году на Играх Содружества в Эдмонтоне, где с канадской эстафетной сборной завоевала серебряные медали. Два года спустя стала чемпионкой первых юношеских Панамериканских игр, проходивших в Садбери (Онтарио), на дистанциях 100 и 200 м. В обоих финалах Бейли уверенно победила фаворитку — американку Мишель Гловер. В том же году она должна была вместе с канадской сборной участвовать в Олимпийских играх в Москве, но поездка не состоялась, так как Канада приняла участие в бойкоте Игр западными странами.
В 1982 году Бейли во второй раз стала серебряным призёром Игр Содружества в эстафете. На этих соревнованиях она также была финалисткой в беге на 100 и 200 метров, заняв в итоге соответственно 4-е и 8-е места. На чемпионате мира 1983 года участвовала в финалах на индивидуальных дистанциях 100 и 200 метров и в эстафете 4 × 100 м (соответственно 5-е, 7-е и 4-е места). В 1984 году Бейли установила национальный рекорд Канады в беге на 200 м в помещении (23,32 секунды), который оставался непобитым вплоть до её смерти. В том же году она добилась высшего успеха в карьере, завоевав с эстафетной сборной Канады серебряную медаль на Олимпийских играх в Лос-Анджелесе, уступив только команде США. Вместе с ней на пьедестал поднялись Марита Пейн, Анджелла Тейлор-Исаенко и Франс Гаро. Она также заняла 6-е место в индивидуальном финале на дистанции 100 м.
В 1985 году Бейли выиграла чемпионат Канады на обеих спринтерских дистанциях. На следующий год она в третий раз подряд стала серебряной медалисткой Игр Содружества в эстафете 4 × 100 м, на индивидуальном уровне заняв шестое место на дистанции 100 м. В 1987 году, на чемпионате мира в помещении в Индианаполисе, канадка заняла 4-е место на дистанции 60 м; позже, после расследования Дабина, окончившегося, среди прочего, дисквалификацией Исаенко, занявшей второе место на этой дистанции, Бейли стала бронзовой медалисткой; эта медаль осталась единственной в её карьере на мировых первенствах. Летом 1987 года на соревнованиях в Венгрии она показала на дистанции 100 м результат 10,98 секунды, также остававшийся непобитым национальным рекордом Канады вплоть до её смерти. На чемпионате мира 1987 года на открытых стадионах Бейли была седьмой на дистанции 100 м и шестой в составе эстафетной команды.
В 1988 году Бейли участвовала в своей второй Олимпиаде, но не сумела пробиться в финал ни в индивидуальных соревнованиях на дистанции 100 м, ни в эстафете. Она в последний раз выиграла чемпионат Канады на дистанции 100 м в 1990 году, но продолжала участвовать в соревнованиях вплоть до 1999 года, когда приняла участие в чемпионате мира и Панамериканских играх. В 1993 году имя Бейли было включено в списки Зала спортивной славы Миссиссоги, а в 2014 году — в списки Зала славы лёгкой атлетики Онтарио.
В 1996 году Бейли, об академических наклонностях которой с похвалой отзывался тренер и врач сборной Канады Даг Клемент, окончила юридический факультет Университета Куинс и в 2003 году получила лицензию на занятия адвокатской практикой в Онтарио, но с 2007 года работала как представитель по продажам и агент по торговле недвижимостью.  С середины 2010-х годов у Бейли начались психологические проблемы. Осенью 2020 года у спортсменки, никогда в жизни не курившей, был диагностирован рак лёгкого в IV стадии. Она умерла 31 июля 2021 года. Её национальный рекорд на дистанции 100 м оставался непобитым 26 лет, до июня 2024 года, когда новое канадское достижение установила Одри Ледюк.

## Личные рекорды
| Дисциплина          | Результат | Место            | Дата            |
| ------------------- | --------- | ---------------- | --------------- |
| 100 м               | 10,98 с   | Будапешт         | 6 июля 1987     |
| 200 м               | 22,64 с   | Колорадо-Спрингс | 19 июля 1983    |
| 4 × 100 м           | 42,77 с   | Лос-Анджелес     | 11 августа 1984 |
| 60 м (в помещении)  | 7,12 с    | Индианаполис     | 6 марта 1987    |
| 200 м (в помещении) | 23,32 с   | Шербрук          | 15 января 1984  |